# 20639 Michellouie
20639 Michellouie è un asteroide della fascia principale. Scoperto nel 1999, presenta un'orbita caratterizzata da un semiasse maggiore pari a 2,6547059 UA e da un'eccentricità di 0,1002843, inclinata di 9,71718° rispetto all'eclittica.